# Dominique Pire
Dominique Pire (Georges Pire), imię zakonne Dominique (ur. 10 lutego 1910 w Dinant, zm. 30 stycznia 1969 w Leuven) – belgijski zakonnik, dominikanin, laureat Pokojowej Nagrody Nobla 1958 za działalność na rzecz uchodźców.

## Życiorys
Teolog, działacz społeczno-charytatywny; złożył śluby wieczyste w zakonie dominikanów w 1932, następnie studiował nauki teologiczne na Papieskim Międzynarodowym Collegium Angelicum w Rzymie (193] obronił doktorat L’Apatheia ou insensibilité irréalisable et destructrice) i społeczne na Uniwersytecie w Louvain (1936–1937). W 1934 przyjął święcenia kapłańskie. Po studiach osiadł w klasztorze w Huy. Brał aktywny udział w antyhitlerowskim ruchu oporu w okresie II wojny światowej. Po wojnie zaangażował się w pomoc uchodźcom i przesiedleńcom, w 1949 założył w tym celu specjalną fundację – l'Europe du Coeur au Service du Monde. Za całokształt działalności na rzecz uchodźców został uhonorowany pokojową Nagrodą Nobla w 1958.
W 1960 współtworzył Międzynarodowe Centrum Pokoju im. Mahatmy Gandhiego (działające później pod nazwą Uniwersytet Pokoju).